# Canapé à confidents

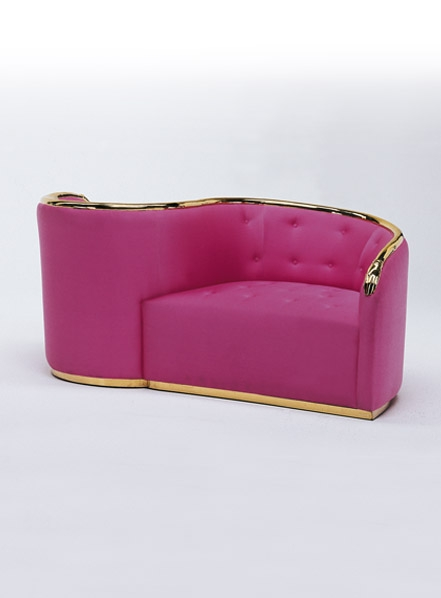
Sofa Dali

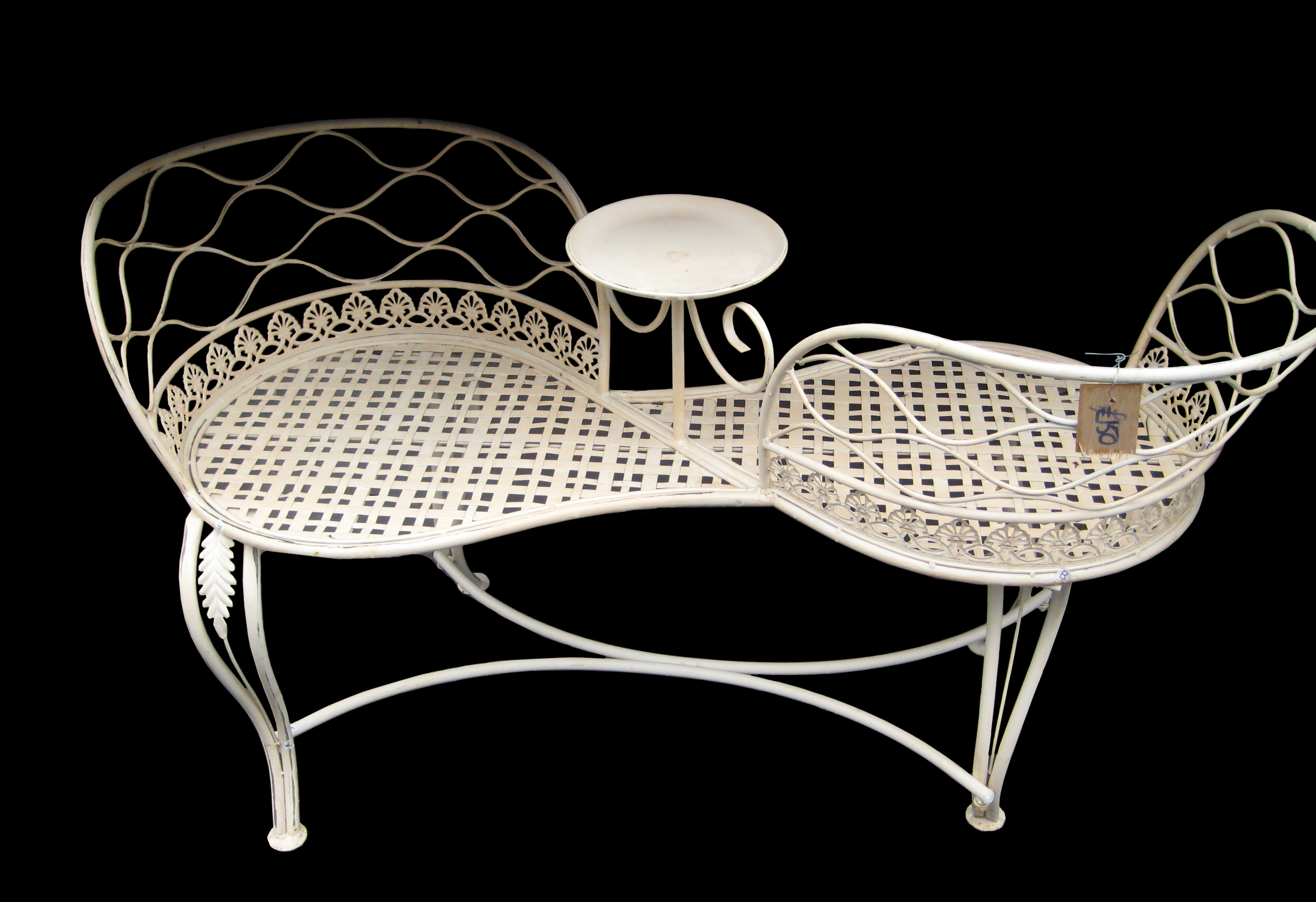
Wersja ogrodowa Love seat

Canapé à confidents, zwany również vis-à-vis lub tête-à-tête (z fr. twarzą w twarz), a w Polsce powiernicą lub szeptanką – podwójny fotel (niewielka kanapka) w kształcie litery S, który pozwala dwóm osobom prowadzić rozmowę bez konieczności odwracania głowy. Mebel pojawił się w końcu XVIII wieku we Francji, skąd rozprzestrzenił się na całą Europę, popularny był zwłaszcza w XIX wieku. Czasem siedzenia rozdzielone były niewielkim stolikiem.
Istnieją warianty trzy- lub wieloosobowe np. w formie triskelionu, czyli trzech połączonych promieniście siedzisk, zwane indiscret.